# Cynorkis guttata
Cynorkis guttata är en orkidéart som beskrevs av Johan Hermans och Phillip James Cribb. Cynorkis guttata ingår i släktet Cynorkis, och familjen orkidéer. Inga underarter finns listade i Catalogue of Life.